# Bilbil żółtobrzuchy
Bilbil żółtobrzuchy (Rubigula flaviventris) – gatunek małego ptaka z rodziny bilbili (Pycnonotidae). Występuje w południowej i południowo-wschodniej Azji. Nie jest zagrożony wyginięciem.

## Zasięg występowania
Bilbil żółtobrzuchy występuje od subkontynentu indyjskiego po południowe Chiny i Azję Południowo-Wschodnią.

## Systematyka
Gatunek ten opisał w 1833 roku brytyjski żołnierz, artysta i ornitolog Samuel Tickell, nadając mu nazwę Vanga Flaviventris. Miejsce typowe to Dampara, dystrykt Singhbhum (północno-wschodnie Indie). Później gatunek był zaliczany do rodzaju Pycnonotus, a następnie wraz z P. dispar, P. gularis i P. montis został włączony do P. melanicterus. Na podstawie wyników badań przedstawionych w dwóch publikacjach w 2005 roku dokonano podziału P. melanicterus (tzw. „split”) i każdy z wymienionych taksonów ponownie zyskał status odrębnego gatunku. Następnie na podstawie badań opublikowanych w latach 2016–2021 wyodrębniono te gatunki z Pycnonotus do przywróconego rodzaju Rubigula.

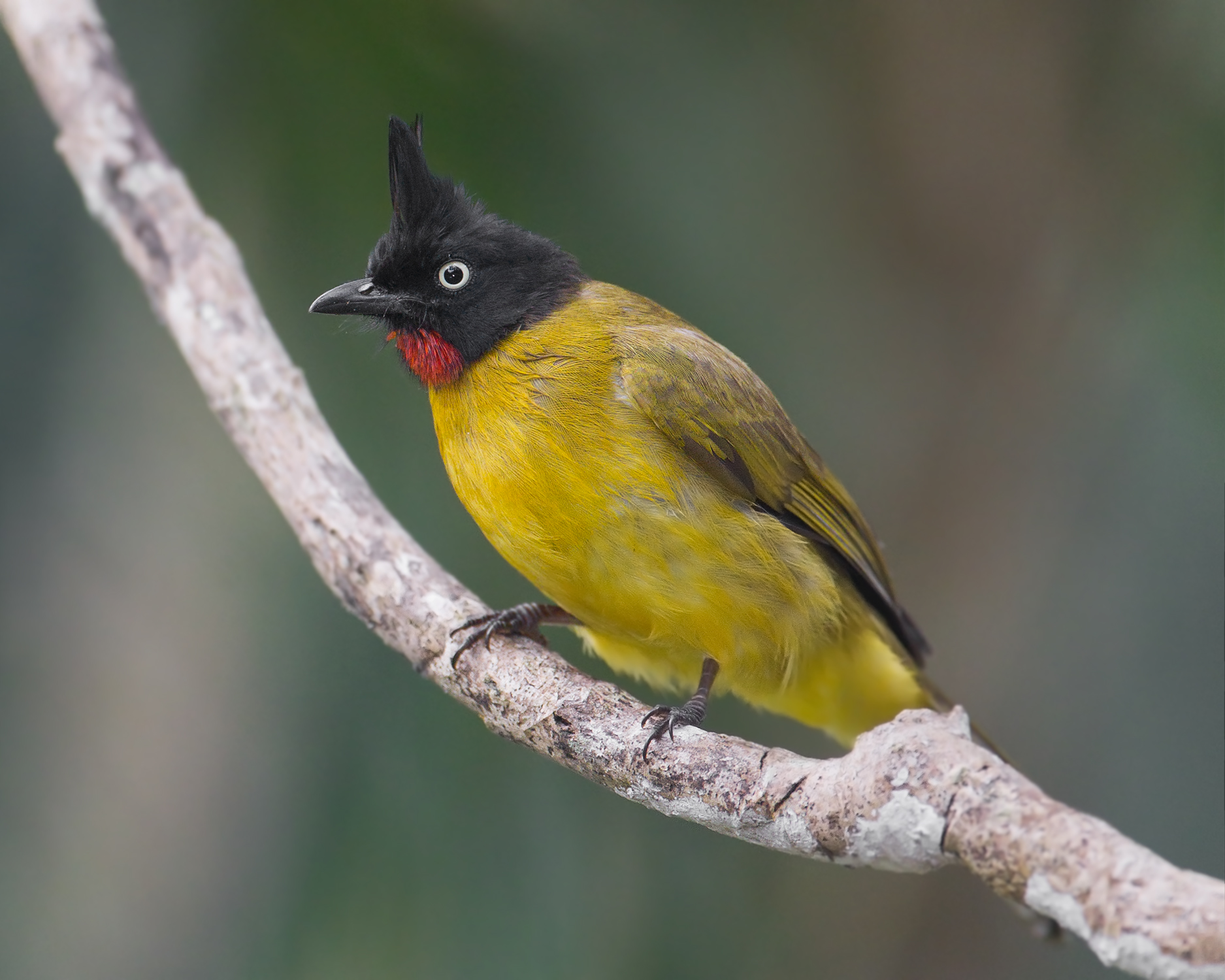
Podgatunek R. f. johnsoni

Wyróżnia się 8 podgatunków Rubigula flaviventris, które występują:
- R. f. flaviventris (Tickell, 1833) – od Nepalu, północnych i wschodnich Indii po południowe Chiny i środkową Mjanmę
- R. f. vantynei (Deignan, 1948) – od wschodniej i południowej Mjanmy do południowych Chin i północnych Indochin
- R. f. xanthops (Deignan, 1948) – w południowo-wschodniej Mjanmie i zachodniej Tajlandii
- R. f. aurata (Deignan, 1948) – w północno-wschodniej Tajlandii i zachodnim Laosie
- R. f. johnsoni Gyldenstolpe, 1913 – w centralnej i wschodniej Tajlandii, południowych Indochinach
- R. f. elbeli (Deignan, 1954) – na wyspach u południowo-wschodniego wybrzeża Tajlandii
- R. f. negata (Deignan, 1954) – w południowej Mjanmie i południowo-zachodniej Tajlandii
- R. f. caecilii (Deignan, 1948) – w północnej części Półwyspu Malajskiego.

## Morfologia
To ptak długości 18,5–19,5 cm; masa ciała samców 30–34 g, samic 28–31 g. Jego głowa ma ubarwienie czarne, zaś reszta ciała posiada upierzenie w różnych odcieniach żółtego. Ubarwienie samca nie różni się zasadniczo od ubarwienia samicy. Jedynie młode osobniki mają nieco ciemniejsze ubarwienie.

## Ekologia i zachowanie
Bilbile żółtobrzuche gniazdują w gęstych zaroślach, składając od dwóch do czterech jaj w lęgu. Żywią się owocami i owadami.

## Status zagrożenia
Międzynarodowa Unia Ochrony Przyrody (IUCN) od 2016 roku uznaje bilbila żółtobrzuchego za osobny gatunek i zalicza go do kategorii najmniejszej troski (LC – least concern). Liczebność populacji nie została oszacowana, aczkolwiek ptak ten opisywany jest jako zazwyczaj pospolity. Trend liczebności populacji uznaje się za spadkowy ze względu na wylesianie w obrębie jego zasięgu występowania.